# تويوتا سوارير
تويوتا سوارير (بالإنجليزية: Toyota Soarer)‏ هي سيارة كوبيه شخصية فارهة أنتجتها شركة تويوتا للسيارات.
بدأ إنتاجها عام 1981م بالفئة زي10 (Z10) لتحل محل طراز تويوتا كراون كوبيه حيث استلهمت الزوايا الحادة منها. أتى الجيل الثاني زي 20 (Z20) من سوارير بزوايا أكثر دائرية. كان الجيل الثالث زي30 (Z30) الذي تم إطلاقه عام 1991م مرتبطاً بطراز لكزس إس سي وهو طراز كوبيه فاخر طورته تويوتا لفرعها الفاخر لكزس خارج اليابان. بينما كان الجيل الثالث الذي اشتركت إس سي في جيلها الأول معه في تصميم الجسم وبعض المكونات إلا أنه يمثل فرعاً مستقلاً من خط الإنتاج وبأداء وإحصائيات مستقلة.
ظهرت نسخة متحولة من سوارير مع الجيل الرابع زي40 (Z40) عام 2001م باليابان وفي باقي البلدان كانت تحت اسم لكزس إس سي 430. على غير السابق، كان الجيل الرابع يعتبر مطابقاً لطراز لكزس إس سي 430 إلى أن تم إنهائه باليابان عام 2005م عندما دخلت علامة لكزس السوق اليابانية.